# Gorj (distrito)

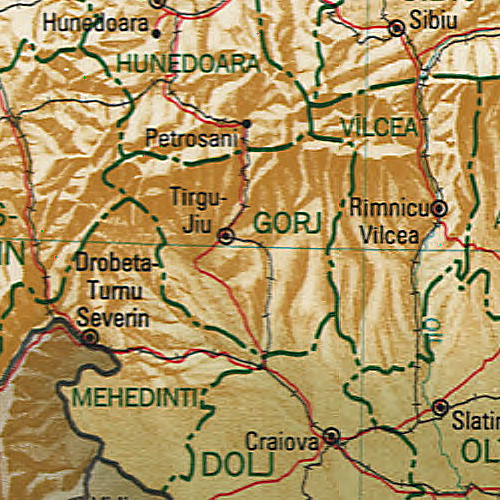
Mapa de Gorj

Gorj é um judeţ (distrito) da Romênia, na região da Valáquia. Sua capital é a cidade de Târgu Jiu.

## Geografia
Gorj possui uma área total de 5.602 km².
O norte é constituído de várias montanhas pertencentes ao Cárpatos Meridional.
No oeste estão as Montanhas Vulcanului e no leste as Montanhas Parâng e as Montanhas Negoveanu. Os dois grupos estão separados pelo rio Jiu.
Para o Sul, as altitudes diminuim de colinas para uma alta planície na extremidade ocidental da Planície Romena.
O principal rio, que recebe as águas de todos os rios menores, é o rio Jiu.

### Limites
- Vâlcea a leste;
- Mehedinţi e Caraş-Severin a oeste;
- Hunedoara a norte;
- Dolj ao sul

## Demografia
Em 2000, possuia uma população de 387.308 habitantes e uma densidade demográfica de 69 hab/km². 

### Grupos étnicos
- Romenos 98%;
- o restante são ciganos e outras minorías.

### Evolução da população
| \| ano \| população[1] \| \| ---- \| ------------ \| \| 1930 \| 253.812 \| \| 1948 \| 280.524 \| \| 1956 \| 293.031 \| \| 1966 \| 298.382 \| \| 1977 \| 348.521 \| \| 1992 \| 401.021 \| \| 2002 \| 387.308 \| |           |
| ano | população |
| 1930 | 253.812   |
| 1948 | 280.524   |
| 1956 | 293.031   |
| 1966 | 298.382   |
| 1977 | 348.521   |
| 1992 | 401.021   |
| 2002 | 387.308   |

## Economia
As principais indústrias do distrito são:
- Exploração mineral;
- Indústria alimentícia e de bebidas;
- Indústria têxtil;
- Indústria de componentes electrónicos;
- Indústria de cristal;
- Indústria madeireira.

O carvão é extraído no norte do condado, próximo a Motru e Rovinari. Existem duas grandes centrais de energia termoelétrica em Rovinari e Turceni, e algumas centrais de energia hidrelétrica. É o condado da Romênia que produz mais energia, chegado a gerar 36% da eletricidade do país.
Devido a redução da atividade de mineração, Gorj possui uma das maiores taxas de desemprego do país.

## Turismo
Os principais destinos turísticos são:
- a cidades e os arredores de Târgu Jiu:
  - os monumentos de Constantin Brancusi
  - o Monastério de Tismana
- as Montanhas Parâng
- o Monastério de Polovragi

## Divisões administrativas
Gorj possui 2 municípios, 6 cidades e 61 comunas.

### Municípios
- Târgu Jiu
- Motru

### Cidades
- Rovinari
- Bumbeşti-Jiu
- Târgu Cărbuneşti
- Novaci
- Ţicleni
- Tismana
- Turceni

### Comunas
| - Albeni - Alimpeşti - Aninoasa - Arcani - Baia de Fier - Bălăneşti - Băleşti - Bărbăteşti - Bengeşti | - Berleşti - Bâlteni - Bolboşi - Borăscu - Brăneşti - Bumbeşti-Piţic - Bustuchin - Câlnic - Căpreni | - Cătunele - Ciuperceni - Crasna - Cruşeţ - Dănciuleşti - Dăneşti - Drăgoteşti - Drăguţeşti - Fărcăşeşti | - Glogova - Godineşti - Hurezani - Ioneşti - Jupâneşti - Leleşti - Licurici - Logreşti - Mătăsari | - Muşeteşti - Negomir - Padeş - Peştişani - Plopşoru - Polovragi - Prigoria - Roşia de Amaradia - Runcu | - Săcelu - Samarineşti - Săuleşti - Schela - Scoarţa - Slivileşti - Stăneşti - Stejari - Stoina | - Ţânţăreni - Teleşti - Turburea - Turcineşti - Urdari - Văgiuleşti - Vladimir |